# Томислав Калоперовић
Томислав Калоперовић (Стублине, 31. јануар 1932 — Београд, 15. јануар 2002) био је српски фудбалски тренер, фудбалер београдског Партизана и репрезентације Југославије.

## Спортска биографија
Почео је да игра фудбал у Јединству са Умке (1947—1949), у дресу београдског БСК-а освојио је 1953. Куп, а као члан београдског Партизана (1955—1961) играо је у екипи која је у сезони 1960/61. освојила државно првенство. За ФК Партизан је одиграо укупно 257 утакмица и постигао 99 голова, углавном као крилни халф или полутка.
Након Партизана, каријеру је наставио у иностранству: 1961/62. играо је у Calcio Padova (Италија), 1962/63. за аустријску екипу Wiener SK из Беча, 1963-1965. у белгијском Union St. Gilloise и 1965/66. за холандски клуб NAC Breda.

## Репрезентација Југославије
Одиграо је једну утакмицу за младу репрезентацију Југославије (1954) као и шест утакмица за „Б“ тим (1956—1961). За сениорску репрезентацију Југославије одиграо је шест утакмица и постигао један гол . Дебитовао је 17. новембра 1957. против Румуније (2:0) у Београду, а последњу утакмицу за национални тим одиграо је 4. јуна 1961. против Пољске (2:1) у Београду, на којој је постигао водећи гол за Југославију.

## Тренерска каријера
Након завршетка играчке каријере, радио је као технички директор љубљанске Олимпије 1967, а после тога од 1968. до 1974. радио је у Турској где је са екипом Галатасараја у сезони 1968/69. освојио шампионску титулу као и Суперкуп Турске. 
Као тренер Партизана (1974—1976) довео је екипу 1975/76. до титуле првака Југославије. Затим је поново радио у Турској, где је водио екипу Фенербахчеа (1976—1978). У сезони 1978/79. тренирао је Раднички из Пирота, а 1979/80. Напредак из Крушевца. Од 1980. до 1982. поново је седео на клупи београдског Партизана. По другом одласку из Партизана, Калоперовић је тренирао Војводину из Новог Сада, Бурсаспор (Турска) и Аполон (Грчка).